# Bolor Ganbold
Bolor Ganbold, en mongol : Ганболд Болор, est une militaire mongole. Elle fait partie des premières recrues féminines des forces armées mongoles et devient, en 2022 la première femme de l'histoire de son pays à se voir conférer le grade de général de brigade.

Le 8 mars 2023, le prix international de la femme de courage lui est décerné.